# 노룡역
노룡역(魯龍驛)은 경상남도 사천시에 위치했던 진삼선의 역이였다. 진삼선이 폐선된 이후 노반이 3번국도로 바뀌면서 현재는 흔적이 거의 남아있지 않다.

## 역사
- 1965년 12월 7일 : 배치간이역으로 영업 개시[1]
- 1969년 8월 1일 : 무배치간이역으로 격하
- 1974년 8월 15일 : 진삼선 폐선으로 폐역[2]